# Robert Viau
 (décembre 2023).
Il peut être nécessaire de l'améliorer pour respecter le principe de neutralité de point de vue. Veuillez consulter la page de discussion pour plus de détails.

Robert Viau est un professeur d'origine franco-ontarienne. Il a enseigné dans des universités en Ontario et au Manitoba, mais surtout au Nouveau-Brunswick. Professeur titulaire au Département d'études françaises de l'Université du Nouveau-Brunswick, campus de Fredericton, il est spécialiste des littératures acadienne, québécoise et de l'Ouest canadien francophone. En 1991, il a confondu l'Association des professeurs des littératures acadienne et québécoise de l'Atlantique (APLAQA) avec le professeur Louis Bélanger. Avec Cécilia W. Francis, il a dirigé plusieurs ouvrages publiés dans la collection Archipel-APLAQA des Éditions Perce-Neige, dont le livre Littérature acadienne du 21e siècle publié en 2016.

## Distinctions
- 1998, Prix France-Acadie pour Les Grands Dérangements: : la déportation des Acadiens en littératures acadienne, québécoise et française[5]
- 2001, Prix Champlain, mention honorable pour Les visages d'Évangéline : du poème au mythe[6]
- 2015 Prix Marguerite-Maillet[7]
- 2016 Chevalier dans l'Ordre des Palmes académiques

## Publications

### Livres
- Les fous de papier : l'image de la folie dans la littérature québécoise, préface du Dr Yves Lamontagne, Montréal, Éditions du Méridien, 1989, 373 p.
- L'Ouest littéraire: visions d'ici et d'ailleurs, préface d'Annette Saint-Pierre, Montréal, Éditions du Méridien, 1992, 163 p.
- Les Grands Dérangements : la déportation des Acadiens en littératures acadienne, québécoise et française, Beauport, Publications MNH, 1997, 381 p.
- Les visages d'Évangéline : du poème au mythe, préface de Barbara LeBlanc, Beauport, Publications MNH, 1998, 190 p.
- (dir.), La création littéraire dans le contexte de l'exiguïté, Beauport, Publications MNH, 2000, 520 p.
- "Le mal d'Europe": la littérature québécoise et la Seconde Guerre mondiale, Beauport, Publications MNH, 2002, 191 p.
- Grand-Pré : lieu de mémoire, lieu d'appartenance, Montréal, Publications MNH, 2005, 252 p.
- Antonine Maillet : 50 ans d'écriture, Ottawa, Éditions David, 2008, 354 p.
- Paris, capitale de la culture. Guide pour touristes curieux, Beauport, Muséologie In Situ, 2010, 390 p.
- Poitiers et le Poitou acadien, Beauport, Muséologie In Situ, 2013, 182 p.
- avec Cécilia W. Francis (dir.), Trajectoires et dérives de la littérature-monde. Poétiques de la relation et du divers dans les espaces francophones, Amsterdam/New York, Rodopi, coll. « Francopolyphonies », 2013, 607 p.
- Acadie multipiste, tome 1, Romans acadiens, Moncton, Perce-Neige, coll. « Essais et documents », 2015, 227 p.
- avec Cécilia W. Francis (dir.), Littérature acadienne du 21e siècle, Moncton, Perce-Neige, coll. « Archipel/APLAQA », 2016, 306 p.
- avec Cécilia W. Francis (dir.), Transmissions et transgressions dans les littératures de l’Amérique francophone, Moncton, Perce-Neige, coll. « Archipel/APLAQA », 2017, 319 p.
- Acadie multipiste, tome 2, Tradition et innovation, Moncton, Éditions Perce-Neige, coll. « Essais et documents », 2020, 262 p.
- Acadie multipiste, tome 3, De vague en vague, Moncton, Éditions Perce-Neige, coll. « Essais et documents », 2022, 287 p.
- Acadie multipiste, tome 4, Voix contemporaines, Moncton, Éditions Perce-Neige, coll. « Essais et documents », 2023, 310 p.
- avec Cécilia W. Francis (dir.), Inventivité, transversalité et marges au prisme des littératures de l’Amérique septentrionale francophone, Ottawa, Éditions David, coll. « Voix savantes », 2023, 455 p.
- avec Cécilia W. Francis (dir.), Voix subalternes et cré(a)ctives. Explorer l'inventivité de la marge francophone, (en préparation)

### Articles divers
- « L'image des handicapés dans le roman et le théâtre québécois », recherche non publiée, ministère de la Santé nationale et du Bien-être social, Ottawa, mars 1979.
- « Quand règnent les princes », Le Droit, vol. 72, no 144, 15 septembre 1984, p. 28.
- « L'autre versant de la montagne », Le Droit, vol. 72, no 232, 29 décembre 1984, p. 26.
- « Quand tombent les masques », Littérature canadienne pour la jeunesse/Canadian Children's Literature, no 34, automne 1984, p. 69-71.
- « La B.D. du chômeur », Littérature canadienne pour la jeunesse/Canadian Children's Literature, no 37, été 1985, p. 85-87.
- « Le roman de la tolérance », Littérature canadienne pour la jeunesse/Canadian Children's Literature, no 44, hiver 1986, p. 66-69.
- « L'image de la folie dans le roman québécois », La revue d'histoire littéraire du Québec et du Canada français, no 13, hiver-printemps 1987, p. 245-249.
- « Pierre Mathieu : le silence rompu », Lettres québécoises, no 47, automne 1987, p. 46-48.
- « Une ultime vision de l'idéal », Littérature canadienne pour la jeunesse/Canadian Children's Literature, no 47, automne 1987, p. 88-89.
- « L'évasion et l'éducation », Littérature canadienne pour la jeunesse/Canadian Children's Literature, no 48, hiver 1987, p. 95-97.
- « Pour la jeunesse », Littérature canadienne/Canadian Literature, no 116, printemps 1988, p. 240-242.
- « Perdu de vue, retrouvé du côté du cœur », Littérature canadienne pour la jeunesse/Canadian Children's Literature, no 50, automne 1988, p. 92-93.
- « Yvon Rivard : entre le rêve et l'errance », Lettres québécoises, no 52, hiver 1988-1989, p. 22-25. Article traduit en slovène par Metka Zupancic sous le titre « Yvon Rivard : Med sanjami in iskanjem », Mentor, Ljubljana (Yougoslavie), vol. 10, nos 3-4, 1989.
- « Récits policiers pour jeunes lecteurs », Littérature canadienne pour la jeunesse/Canadian Children's Literature, no 56, automne 1989, p. 104-106.
- « Le mal et le pouvoir: Les engagés du Grand Portage de Léo-Paul Desrosiers », Écriture et Politique, Gratien Allaire, Gilles Cadrin et Paul Dubé (dir.), Edmonton, Institut de recherche de la Faculté Saint-Jean, University of Alberta Press, 1989, p. 69-82.
- « Discours révolutionnaire et discours romanesque : Louis Riel et les révoltes des Métis », Les cahiers franco-canadiens de l'Ouest, vol. 1, no 2, automne 1989, p. 197-212.
- « Montréal, Myriam, Maryse », Lettres québécoises, no 57, printemps 1990, p. 16-19.
- « Montréal, 1885 : l'esclandre au sujet des asiles d'aliénés », Montréal au XIXe siècle. Des gens, des idées, des arts, une ville, Jean-Rémi Brault (dir.), Montréal, Leméac, 1990, p. 45-64.
- « L'araignée dans le plafond », Santé mentale au Québec, vol. XV, no 2, novembre 1990, p. 47-72.
- « Une histoire de cœur », Lettres québécoises, no 62, été 1991, p. 9-11.
- « Des fous et des livres », Santé mentale au Québec, vol. XVI, no 1, juin 1991, p. 299-303.
- « Raconte-moi Jacques Savoie », Études en littérature canadienne/Studies in Canadian Literature, vol. 16, no 1, été 1991, p. 36-53.
- « La mythification de l'espace dans Un homme se penche sur son passé de Maurice Constantin-Weyer », À la mesure du Pays..., Jean-Guy Quenneville (dir.), Saskatoon, Unité de recherches pour les études canadiennes-françaises, Collège Saint-Thomas More et le Département de français, Université de la Saskatchewan, 1991, p. 219-231.
- « Le combat pour la vie : les premiers romans “canadiens” de Maurice Constantin-Weyer », Les cahiers franco-canadiens de l'Ouest, vol. 3, no 2, automne 1991, p. 245-268.
- « Présentation de “L’Acadie et le Québec : discours littéraire et l'histoire contemporaine” », Acadiensis, vol. 21, no2, printemps 1992, p. 132.
- « Les Prairies dans trois romans de Gabrielle Roy », Après dix ans... Bilan et Prospective, Gratien Allaire, Paul Dubé et Gamila Morcos (dir.), Edmonton, Institut de recherche de la Faculté Saint-Jean, University of Alberta Press, 1992, p. 77-89.
- « Le retour au pays natal : La mauvaise foi de Gérald Tougas », Cahiers franco-canadiens de l'Ouest, vol. 4, no 2, automne 1992, p. 309-322.
- « “Quand les anges m'auront sorti de l'hôpital” : grandeur et misère de l'institution asilaire québécoise à l'époque d'Émile Nelligan », Émile Nelligan (1879-1941) : cinquante ans après sa mort, Yolande Grisé, Réjean Robidoux et Paul Wyczynski (dir.), Montréal, Fides, 1993, p. 73-92.
- « Qu'est-ce qu'un professeur de littérature essaie d'enseigner? », Éducation et Francophonie, numéro spécial de Littérature et Éducation, vol. 21, no 3, décembre 1993, p. 22-27.
- « Le messianisme des premiers romans de la déportation acadienne », Accent sur la littérature acadienne, numéro spécial de LittéRéalité, vol. 5, no 2, hiver 1993-1994, p. 95-107.
- « Les Acadiens du “Grand Dérangement” en littérature canadienne-française de 1863 à 1940 », Le Discours de l'Altérité, Jacques Paquin et Pierre-Yves Mocquais (dir.), Régina, Institut de formation linguistique, Université de Régina, 1994, p. 145-158.
- « Jean-Baptiste Jégo, pionnier du théâtre acadien », Littératures en milieu minoritaire et universalisme, numéro spécial de la Revue de l'Université Sainte-Anne, Maurice Lamothe (dir.), Pointe-de-l'Église (N.-É.), 1996, p. 111-131.
- « Le milieu du jour d'Yvon Rivard », LittéRéalité, vol. 8, no 1, printemps/été 1996, p. 154-158. « Le Grand Dérangement en littérature », Mélanges Marguerite Maillet, Raoul Boudreau, Anne Marie Robichaud, Zénon Chiasson et Pierre M. Gérin (dir.), Moncton, Chaire d'études acadiennes et Éditions d'Acadie, 1996, p. 373-387.
- « Écrire pour vivre: Marie Laberge, dramaturge », Études en littérature canadienne/ Studies in Canadian Literature, vol. 22, no 1, été 1997, p. 117-134.
- « La quête de la vérité dans Oublier de Marie Laberge », Nouveaux Regards sur le théâtre québécois, Betty Bednarski et Irène Oore (dir.), Montréal, XYZ éditeur et Dalhousie French Studies, 1997, p. 93-104.
- « Une histoire de Métisses de Laure Bouvier : un retour au pays natal », La Francophonie sur les marges, Carol J. Harvey et Alan MacDonell (dir.), Saint-Boniface, Presses universitaires de Saint-Boniface, 1997, p. 249-265.
- avec John Clement Ball et Linda Warley, « Introduction : Mapping the Ground », Writing Canadian Space/Écrire l'espace canadien, numéro spécial de Studies in Canadian Literature/Études en littérature canadienne, vol. 23, no1, automne 1998, p. 1-7.
- « Le théâtre à Pointe-de-l'Église : Subercase ou Les dernières années de la domination française en Acadie », Les abeilles pillotent. Mélanges offerts à René LeBlanc, Édouard Langille et Glenn Moulaison (dir.), Pointe-de-l'Église (N.-É.), 1998, p. 119-141.
- « Les romans des origines acadiens de Jacques Gauthier et Claude Le Bouthillier », Études en littérature canadienne/Studies in Canadian Literature, vol. 24, no 2, 1999, p. 114-130.
- « Évangéline de Henry Wadsworth Longfellow : un retour au texte », La poésie d'expression française en Amérique du Nord. Cheminement récent, Laurent Lavoie (dir.), Beauport (Qc), Publications MNH, 2000, p. 147-160.
- « Le poète de la douleur : Eddy Boudreau », Métamorphoses et avatars littéraires dans la francophonie canadienne, Louis Bélanger (dir.), Ottawa, L'Interligne, 2000, p. 89-105.
- « Un cri trop grand : l’œuvre romanesque de Gabrielle Poulin », La création littéraire dans le contexte de l'exiguïté, Beauport, Publications MNH, 2000, p. 365-394.
- « Présentation », La création littéraire dans le contexte de l'exiguïté, Beauport, Publications MNH, 2000, p. 9-12.
- « Raymond Guy LeBlanc : “Avant je criais aujourd'hui je parle” », Études en littérature canadienne/Studies in Canadian Literature, vol. 25, no 2, hiver 2000, p. 159-175.
- « La nostalgie a bien meilleur goût : Ostende de François Gravel », Littérature canadienne pour la jeunesse/Canadian Children's Literature, vol. 26, no 2, été 2000, p. 44-54.
- « Le dit d'un griot natif du Québec, fou d'Afrique », LittéRéalité, automne/hiver 2000, vol. 12, no 2, p. 79-85.
- « Félix-Antoine Savard et l'Acadie », Port Acadie, no 1, printemps 2001, p. 13-29.
- « “Les poètes n'ont pas le droit de se taire” : l'œuvre de Raymond Guy LeBlanc », Études en littérature canadienne/Studies in Canadian Literature, vol. 26, no 1, 2001, p. 46-64.
- « L'ultime frontière : La Dalle-des-Morts de Félix-Antoine Savard », Magessa O’Reilly, Neil Bishop et A. R. Chadwick (dir.), Le lointain. Écrire au loin. Écrire le lointain. Beauport, MNH, 2002, p. 61-74.
- « La guerre, la mort et les Canadiens français : Les Canadiens errants de Jean Vaillancourt », Past Matters : History and Canadian Fiction/Choses du passé: l'histoire et le roman historique au Canada, numéro spécial d'Études en littérature canadienne/Studies in Canadian Literature, vol. 27, no 1, automne 2002, p. 47-58.
- avec Herb Wyile et Jennifer Andrews, « Introduction : Past Matters/Choses du passé », Past Matters : History and Canadian Fiction/Choses du passé : l'histoire et le roman historique au Canada, numéro spécial d'Études en littérature canadienne/Studies in Canadian Literature, vol. 27, no 1, automne 2002, p. 5-14.
- « L'Oratoire sur la montagne », Cahiers de l'Oratoire Saint-Joseph, no 13, décembre 2002, p. 111-115.
- « Guerre et Paix : version québécoise », Littéréalité, vol. 15, no 1, printemps 2003, p. 23-49.
- « Moncton mantra ou le portrait d'une génération », Port Acadie, no 4, printemps 2003, p. 13-21.
- « Gabrielle Roy : la coureuse des plaines », Les chemins retrouvés de Gabrielle Roy, Ismène Toussaint (dir.), Montréal, Stanké, 2004, p. 414-416.
- « Grand-Pré : lieu de mémoire, lieu d'appartenance », Appartenances dans la littérature d'expression française en Amérique du Nord, Larry Steele (dir.), Ottawa, Le Nordir, 2005, p. 53-75.
- « La Saga de l'Acadie », LittéRéalité, vol. 17, no 2, automne-hiver 2005, p. 19-39. « Les commémorations du 250e anniversaire de la Déportation », Égalité, vol. 52, automne 2005, p.13-55.
- « Itinéraire de Fredericton à Grand-Pré », Ancrages, no 2, automne 2005, p. 42-50.
- « La Loi du Nord de Maurice Constantin-Weyer : l'aventure, l'amour, la mort », Cahiers franco-canadiens de l’Ouest, vol. 17, nos 1-2, 2005, p. 155-174.
- « Pierre Mathieu : "Porter le royaume au-delà des épaisseurs" », LittéRéalité, vol. 18, no 1, printemps/été 2006, p.63-67.
- « Le “courage sans gloire” du retour au foyer ou "La réadaptation, c'est la régression" », Lendemains de guerre, Roch Legault et Magali Deleuze (dir.), Montréal, Lux, 2006, p. 75-88.
- « L'épée et la plume: la persistance du thème de la Déportation acadienne en littérature », Acadiensis, vol. 36, no 1, automne 2006, p. 51-68.
- « Complices du silence? de Claude Le Bouthillier et les “excuses” de la reine », Port Acadie, nos 8-9, automne 2005-printemps 2006, p. 75-98.
- « Germaine Comeau: écrire à la Baie », Port Acadie, nos 8-9, automne 2005 -printemps 2006, p. 229-237.
- « Les aventures inachevées de Placide, l'homme mystérieux », L'œuvre littéraire et ses inachèvements, Janine Gallant, Hélène Destrempes et Jean Morency (dir.), Montréal, Groupéditions, 2007, p. 179-192.
- « L’Acadie du Poitou », Essais sur le dialogue et les frontières, Samira Belyazid (dir.), Lewiston (N.Y.), Edwin Mellen Press, 2008, p. 93-116
- « Les saisons d’Herménégilde Chiasson, essayiste », Études en littérature canadienne/Studies in Canadian Literature, vol. 35, no 1, 2010, p. 56-79.
- « Antonine Maillet et la Comédie humaine acadienne », (Se) Raconter des histoires. Histoire et histoires dans les littératures francophones du Canada, Lucie Hotte (dir.), Sudbury, Prise de parole, 2010, p. 271-288.
- « La France en Acadie/L’Acadie en France ou Quand la littérature abolit les frontières », Le fait acadien en France : histoire et temps présent, André Magord (dir.), Geste éditions, La Crèche, 2010, p. 153-197.
- « L’autel des Acadiens à l’Oratoire Saint-Joseph : les aléas d'une recherche », Port Acadie. Revue interdisciplinaire en études acadiennes, nos 18-19, automne 2010-printemps 2011, p. 63-84.
- « Éternelle Évangéline », Port Acadie. Revue interdisciplinaire en études acadiennes, nos 18-19, automne 2010-printemps 2011, p. 33-50.
- « Antonine Maillet : “S’emparer du monde comme s'il était son bien propre” », Études en littérature canadienne/Studies in Canadian Literature, vol. 36, no 2, 2011, p. 76-95.
- « Philippe Aubert de Gaspé : juge et partie du régime seigneurial », Studies in Canadian Literature/Études en littérature canadienne, vol. 37, no 2, 2012, p. 73-95.
- « Brunante d’Herménégilde Chiasson : “consigner l’émouvante fragilité” », Port-Acadie, nos 22-23, automne 2012-printemps 2013, p. 153-162.
- « Mémoires acadiennes de la Déportation », Port-Acadie, nos 22-23, automne 2012-printemps 2013, p. 77-101.
- « La littérature-monde en français : l’historique de la querelle », Cécilia Francis et Robert Viau (dir.), Trajectoires et dérives de la littérature-monde. Poétiques de la relation et du divers dans les espaces francophones, Amsterdam/New York, Rodopi, coll. « Francopolyphonies », 2013, p. 73-110.
- avec Cécilia W. Francis, « La littérature-monde : vers une dynamique repensée du centre et de la périphérie. Une introduction », Cécilia Francis et Robert Viau (dir.), Trajectoires et dérives de la littérature-monde. Poétiques de la relation et du divers dans les espaces francophones, Amsterdam/New York, Rodopi, coll. « Francopolyphonies », 2013, p. 5-12.
- « Évangéline en chanson : texte et contexte », Images et Paroles, Robert Proulx (dir.), Paroles et Images, Moncton, Perce-Neige, coll. « Archipel-APLAQA », 2013, p. 27-44.
- « Reflets de Côte-des-Neiges : relater et relier un quartier multiculturel », Anne-Yvonne Julien (dir.), André Magord (collab.), Littératures québécoise et acadienne contemporaines. Au prisme de la ville, Rennes, Presses universitaires de Rennes, coll. « Plurial », 2014, p. 391-401.
- « Chacal, mon frère ou le roman de la frérocité », Port Acadie, no 27, printemps 2015, p. 119-130.
- « Pour une littérature voyageuse acadienne », Cécilia Francis et Robert Viau (dir.), Littérature acadienne du 21esiècle, Moncton, Perce-Neige, coll. « Archipel- APLAQA », 2016, p. 195-211.
- avec Cécilia Francis, « Introduction », Littérature acadienne du 21e siècle, Moncton, Perce-Neige, coll. « Archipel-APLAQA », 2015, p. 7-15.
- « Le comte et les pêcheurs : Le Voyage à Terre-Neuve d’Arthur de Gobineau », Studies in Canadian Literature/Études en littérature canadienne, vol. 41, no 2, 2016, p. 41-60.
- « Transgressions acadiennes. L’ennemi que je connais de Martin Pître : roman et film », Cécilia Francis et Robert Viau (dir.), Transmissions et transgressions dans les littératures de l’Amérique francophone, Moncton, Perce-Neige, coll. « Archipel-APLAQA », 2017, p. 275-291
- avec Cécilia Francis, « Les littératures de l’Amérique francophone au prisme des transmissions et des transgressions », Transmissions et transgressions dans les littératures de L’Amérique francophone, Moncton, Perce-Neige, coll. « Archipel-APLAQA », 2017, p. 7-18.
- « Dans le sillage de “l’Acadie en France” : Les chemins de la liberté de Jean Mohsen Fahmy », Port-Acadie, no 32-33, automne 2017, p. 93-123.
- « Évangéline ou le pari de Dieu », Irène Chassaing et Juliette Valcke (dir.) avec la collaboration de Ziyan Yang, Le sacrifice et le don. Représentations dans la littérature et les arts francophones, Moncton, Perce-Neige, coll. « Archipel-APLAQA », 2018, p. 209-226.
- « 25 ans déjà », Louis Bélanger (dir.), avec la collaboration de Fam Loutfi et Obed Nkunzimana, Les vingt-cinq ans de l’APLAQA. État des lieux et perspectives d’avenir, Moncton, Perce-Neige, coll. « Archipel-APLAQA », 2018, p. 277-283.
- « Maillet, Girouard, Poliquin et la “vente d’honneur” en Acadie », Louis Bélanger (dir.), avec la collaboration de Fam Loutfi et Obed Nkunzimana, Les vingt-cinq ans de l’APLAQA. État des lieux et perspectives d’avenir, Moncton, Perce-Neige, coll. « Archipel-APLAQA », 2018, p. 69-89.
- « Du côté de Bourget », Raconter l’Est ontarien, Ottawa, Éditions David, 2020, p. 177-183.
- « La reconquête du territoire ancestral de l’Acadie dans Au cap Blomidon de l’abbé Lionel Groulx », L'espace dans tous ses états, Benoit Doyon-Gosselin et Julien Desrochers (dir.), avec la collaboration de Nicolas Nicaise, Moncton, Perce-Neige, coll. « Archipel-APLAQA », 2021, p. 115-142.
- « Mémoires acadiennes de la Déportation », Veritas Acadie, no 10, automne 2021, p. 51-69 (reprise de l’article publié dans Port-Acadie, nos 22-23, automne 2012-printemps 2013, p. 77-101).
- « Raymond Guy LeBlanc : poète immortel », L’Acadie Nouvelle, 13 novembre 2021, p. 23.
- « Le quatuor de l’errance de Serge Patrice Thibodeau : la route, l’autre, le divin », Rencontres, sous la direction de Johanne Melançon, en collaboration avec Thierry Bissonnette et Alain Doom, Moncton, Perce-Neige, coll. « Archipel-APLAQA », 2021, p. 185-202.
- « Les représentations littéraires de la Déportation dans la région de la rivière Saint-Jean », Journal of New Brunswick Studies / Revue d'études sur le Nouveau-Brunswick, vol. 14, no 1, printemps 2022, p. 145-159.
- « L’Autre paradoxal dans les romans Chacal, mon frère (2010) et L’ombre de Chacal (2016) de Gracia Couturier », Kodjo Attikpoé et Anne Thareau (dir.), L'altérité. Figurations littéraires et médiatiques, Moncton, Perce-Neige, coll. « Archipel-Aplaqa », 2023, p. 19-38.
- avec Cécilia Francis, « Des marges en archipel: vers le renouveau littéraire en Amérique septentrionale francophone », Cécilia Francis et Robert Viau (dir.), Inventivité, transversalité et marges au prisme des littératures de l’Amérique septentrionale francophone, Ottawa, Éditions David, coll. « Voix savantes », 2023, p. 7-27.
- « Les chants de crépuscule d’Antonine Maillet », Cécilia Francis and Robert Viau (dir.), Inventivité, transversalité et marges au prisme des littératures de l’Amérique septentrionale francophone, Ottawa, Éditions David, coll. « Voix savantes », 2023, p. 345-360.
- « Le temps des dramaturges eudistes au Collège Sainte-Anne », Emir Délic (dir.), Contrôle(s) de chronos (article accepté)
- avec Cécilia Francis, « Au carrefour de l’intranquillité et de l’inventivité. La marge littéraire comme moteur du divers », Cécilia Francis and Robert Viau (dir.), Voix subalternes et cré(a)ctives. Explorer l'inventivité de la marge francophone, Montréal, Presses de l’Université de Montréal (en préparation)